# À flor do mar
À flor do mar è un film del 1986 diretto da João César Monteiro.

## Trama
Laura Rossellini è una giovane traduttrice italiana, il cui marito portoghese si è suicidato.
L'apparizione di un uomo misterioso, Robert Jordan, nella casa dove la famiglia passa le vacanze, sveglia l'affetto della giovane donna. Capace o incapace di amare di nuovo? « Ma tu sei morta », dice di fronte allo specchio.